# متحف درعا
متحف درعا هو متحف حديث، جرى البدء به منذ عام 1992. وقد انتهت أعمال البناء في عام 2005.

## الموقع
يقع متحف درعا عند مدخل مدينة درعا الشرقي الآتي من دمشق وأيضا من مدينة بصرى.و تحيط به عدة منشآت ترفيهية.

## مبنى المتحف
متحف درعا ذو تصميم حديث, ويتميز بأنه مكسو بالحجارة البازلتية وذلك حسب الطراز المميز لمنطقة حوران، تبلغ مساحته الطابقية حوالي 1900 متر مربع، ويتألف من طابق أرضي وطابق أول وقبو. بالإضافة إلى الحديقة التي تبلغ مساحتها حوالي 5000 م مربع.
- الطابق الأرضي يحتوي على أربع صالات عرض للمقتنيات الأثرية وذلك حسب تسلسل الأزمنة التاريخية.
- الطابق الأول ويحتوي على ثلاثة صالات عرض وقاعة محاضرات ومكتبة ومقر لدائرة الآثار.
- القبو مستودعات للتخزين، بالإضافة لمخبر ترميم متطور .

## أقسام المتحف
- قسم جيولوجيا وجغرافية منطقة حوران .
- قسم عصور ما قبل التاريخ.
- قسم الشرق القديم.
- قسم الآثار الكلاسيكية (الهيلينستية والرومانية والبيزنطية).
- قسم الفن الإسلامي.
- قسم التقاليد الشعبية.
- قسم الفن الحديث.

## القطع الأثرية
بلغ عدد القطع الأثرية المعروضة في المتحف حوالي 2000 قطعة.

## أهم القطع الأثرية
- جرار من فترة البرونز الوسيط (2000 – 1600 ق. م).
- جرار من فترة البرونز الحديث (1600 – 1200 ق. م).
- تمثال من العصر الروماني، يمثل إله النهر.
- تمثال يمثل إله محلي وجد في مدينة إنخل ،من العصر الروماني (القرن الثاني أو الثالث الميلادي).
- نقد للإمبراطور فيليب العربي( 244 – 249 ب. م) .
- أواني زجاجية من العصر الروماني.
- فأس يدوي حربي تعود لعصر البرونز الوسيط.

## روابط خارجية
- مدونة وطن
- مديرية المتاحف والأثار